# Rinaldo Amey
Rinaldo Amey, riportato anche come Amay o Amej (fl. XIX-XX secolo), è stato un calciatore italiano.

## Biografia
Fu un calciatore dell'Andrea Doria dal 1903 al 1908, anno in cui dovette ritirarsi dal calcio giocato a causa di una distorsione al ginocchio sinistro occorsagli il 23 marzo durante una partita contro la Juventus avvenuta a Torino durante le eliminatorie del 1º Torneo Internazionale organizzato da La Stampa Sportiva.